# Otto Schindler (Ichthyologe)

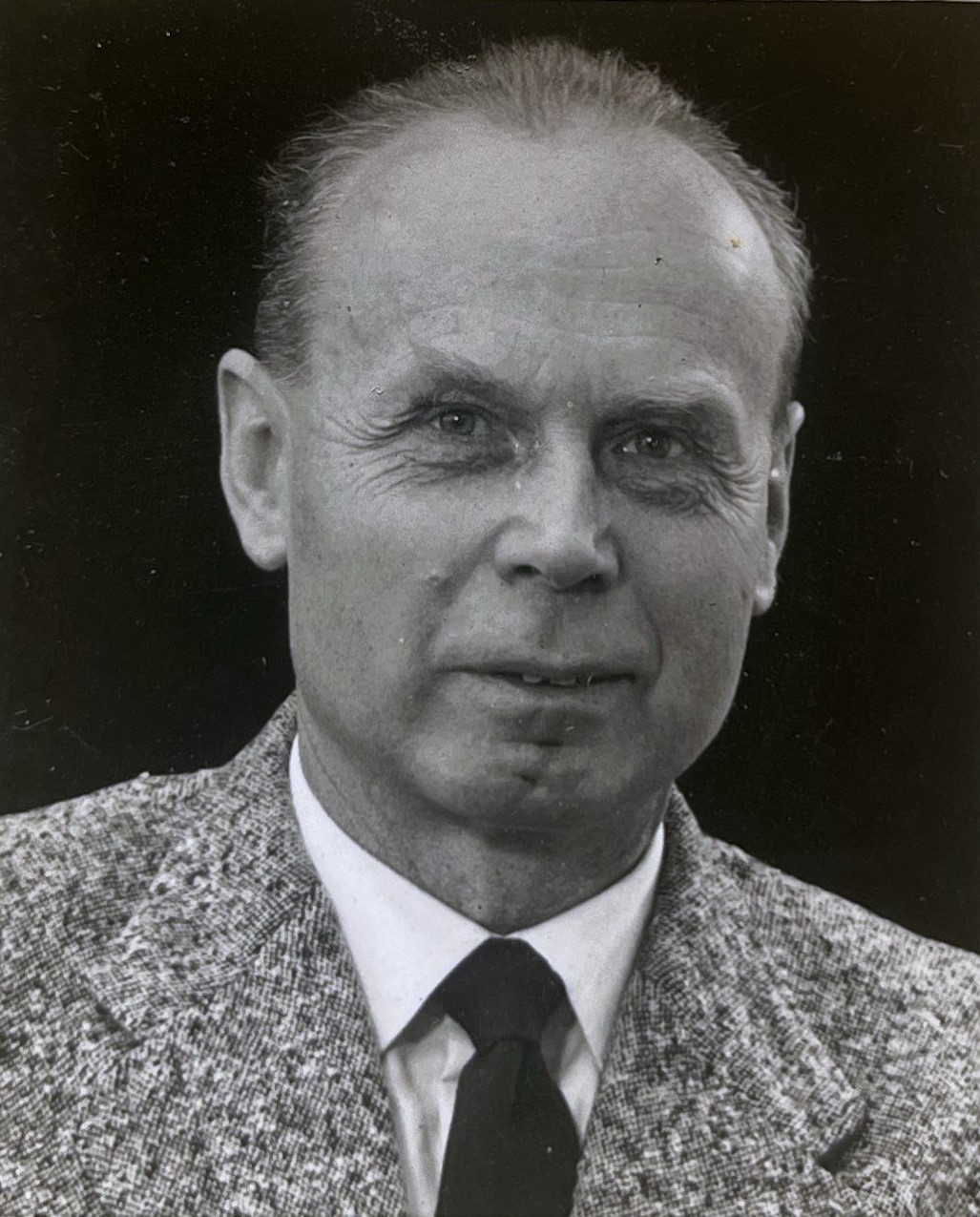

Otto Schindler (* 1. Dezember 1906 in Wien; † 4. September 1959 in Poitiers, Frankreich) war ein Zoologe und Ichthyologe. Nach ihm wurden die Fischgattung Schindleria (Schindlerfische) und die Fischfamilie Schindleriidae benannt.

## Leben
Otto Schindler wurde am 1. Dezember 1906 als Sohn des Arztes Otto Schindler und der Gabriele Schindler, geb. Pietschmann, in Wien geboren. Seine Kindheit verlebte er in Wien und im Sudetenland. 1939 heiratete Schindler die Archäologin Maria Petsch aus Wien, das Paar bekam drei Kinder. Außer seinen Studien waren Bergsteigen und Skifahren seine Lieblingsbeschäftigungen. Er verstarb überraschend am 4. September 1959 während einer Forschungsreise in Poitiers in Frankreich.
Studium
Nach seiner Matura am Gymnasium Stubenbastei studierte er an Universität Wien Zoologie und spezialisierte sich auf Ichthyologie (Fischkunde). Er promovierte 1930 auf Deutsch über zwei Arten von schon im Larvenstadium geschlechtsreifen Hemiramphidae (Halbschnäbler) von Hawaii. Die Dissertation erschien 1932 auf Englisch in Honolulu.
Forschung und Werdegang
Schindler nannte eine der beiden 1930 entdeckten Arten Hemiramphus praematurus, was man mit Säuglingsfisch oder Infantfisch wiedergeben kann, da beide Arten viele ihrer Larvenmerkmale beibehalten, ein Beispiel für Neotenie. Der zweiten Art (Schindler 1931) gab er den Namen Hemiramphus pietschmanni, nach dem Zoologen Viktor Pietschmann, dem Bruder seiner Mutter, der ihm die Exemplare zur näheren Bestimmung übergeben hatte. Beide Arten sind Rifffische des östlichen Pazifiks. Louis Giltay, der sich mit diesen Tieren weiter beschäftigte, transferierte die beiden Arten in eine eigene Gattung Schindleria in der Familie Schindleriidae (heute werden sie zumeist in die Familie der Grundeln, Gobiidae, gestellt).
Otto Schindler arbeitete bis August 1930 an der Marine Biological Station Plymouth (heute das Plymouth Marine Laboratory) in England, wo er die Nieren von neotenen Meeresfischen untersuchte. Danach war er kurzzeitig Mitarbeiter am Naturhistorischen Museum in Wien.
Ab April 1931 war Otto Schindler zunächst als Stipendiat in seinem Spezialgebiet an der Zoologischen Staatssammlung in München (ZSM) tätig, um im paraguayischen Gran Chaco gesammelte Fischexemplare zu bestimmen. Diese waren auf einer Expeditionen unter dem Direktor Hans Krieg gesammelt worden. Ab 1. Oktober 1938 war Schindler im ZSM wissenschaftlicher Assistent 1936 hielt er sich zwei Monate zu Studien an der Stazione Zoologica Anton Dohrn in Neapel auf. Im Jahre 1943, während des Zweiten Weltkriegs, fiel eine Bombe auf die ZSM, wobei auch ein Großteil der ichthyologischen Sammlung zerstört wurde. Ab 1. Dezember 1940 wurde Schindler zum Militärdienst eingezogen, der 1945 mit seiner Gefangenschaft in Frankreich endete.
Neben anderen Forschungs- und Sammlungsreisen in Europa unternahm Schindler zwei Expeditionen nach Südamerika (Huber 1998): Die erste führte ihn ab Oktober 1937 im Gefolge des Direktors der Zoologischen Sammlung, Hans Krieg, erst an den Fluss Ivinhema, einen Nebenfluss des Río Paraná im Mato Grosso Brasiliens, wo er zusammen mit den Kollegen Fischer und F. Kühlhorn einen Stützpunkt einrichtete. Mitte des Jahres 1938 reiste die Gruppe über die deutsche Siedlung Colonia Riograndense in Serra do Mar nach Santos, der Hafenstadt von São Paulo. Von dort aus unternahm er mit Krieg eine Prospektion per Bahn, entlang der brasilianischen Küste, bis zum Ort Peruhybe in einem Tal der Serra dos Itatins. Mitte Oktober 1938 trafen die Forscher wieder in München ein, mit einer umfangreichen zoologischen Sammlung.
Nach dem Ende des Zweiten Weltkriegs wurde an der ZSM eine Sektion für Ichthyologie eingerichtet und Schindler als Kustos bzw. Kurator eingesetzt. Dort widmete er sich der Ordnung der nach dem Krieg erhaltenen Fischsammlungen und erweiterte diese beträchtlich. Dafür unternahm er u. a. Reisen zu entsprechenden Institutionen nach Stockholm und Wien. Aus dem Naturhistorischen Museum Wien erhielt er umfangreiches historisches Material für das ZSM in Form der Kähsbauer-Donationen in den Jahren 1952 und 1953.
Schindlers zweite Reise nach Südamerika mit dem Entomologen (Insektenkundler) W. Forster führte 1953/54 in das Hochland (Altiplano), die Kordillere Boliviens sowie in das östliche Tiefland (Huber 1998). Zu den Exemplaren, die auf dieser Forschungsreise von Schindler gesammelt wurden, gehörten z. B. Fische der Gattungen Aphyocharacidium, Oligosarcus und Characidium. An der Grenze Boliviens zu Peru liegt der Titicacasee auf 3.812 m Höhe. Bei ihrem Aufenthalt dort nahmen sie Unterkunft im Yachtklub von Cochabamba. Das bolivianische Agrarministerium beauftragte Schindler, gemeinsam mit einem peruanischen Vertreter, dem Deutschen H. W. Koepcke, über die Fischfangquoten für beide Staaten im Titicacasee zu verhandeln. Im Zuge dieser Reise stellten die Forscher außerdem Beobachtungen über die Verfertigung der Balsaflöße durch die Indigenen an, Fahrzeuge, die aufgrund ihrer Form irrtümlich häufig Boote genannt werden. Im Tiefland Ostboliviens setzten die beiden Forscher mit Hilfe des in Chochabamba ansässigen Händlers und Hobby-Entomologen Rudolf Zischka ihre Sammeltätigkeit fort. Abschließend fuhren sie auf dem Amazonas nach Osten bis zu dessen Mündung, um die Heimreise anzutreten.

## Publikationen
Otto Schindler veröffentlichte seit den frühen 1950er Jahren den Naturführer Unsere Süßwasserfische, der noch Jahrzehnte später von Fischern und anderen Interessierten geschätzt wurde, auch aufgrund der detaillierten Abbildungen des Malers Claus Caspari. 1957 gab P. A. Orkin eine englische Version dieses Buches heraus.
Auf Initiative von Otto Schindler erschien 1957–1959 vierteljährlich die Zeitschrift Ichthyologischer Schriftennachweis, mit dem die Spezialisten auf diesem Gebiet sich auf neueste Fachpublikationen aufmerksam machten.
- 1930. Anzeiger Akad. Wissensch. Wien. No. 9: 13.
- 1931. Anzeiger Akad. Wissensch. Wien. No. 10: I5.
- 1932. Sexually mature larval Hemiramphidae from the Hawaiian Islands. 28 Seiten, 10 plates. Bernice P. Bishop Museum. Honolulu.
- 1936. Zur Frage der Saiblingsfischerei im Königssee. In: Allgemeine Fischerei Zeitung 14.
- 1937. Eine neue Fischart (Characidae) aus Nordostparaguay. In: Anzeiger der Akademie Wissenschaften Wien 74 (13):106-107.
- 1938: Über die Fischausbeute der 3. Südamerika-Expedition Prof. Kriegs. In: Sitzungsberichte der Gesellschaft Naturforschender Freunde zu Berlin 1938 (8-10): 268-302.
- 1940. Über Gymnotiden aus dem Stromgebiet des Rio Paraná. In: Tier und Umwelt in Südamerika Iberoamerikanische Studien, Hamburg: 104-107.
- 1940. Die Saiblinge des Königsees. In: Intern. Rev. Hydrobiology 39: 600-627.
- 1950. Der Königssee als Lebensraum: erste Mitteilung über die bisherigen Ergebnisse. München. In: Veröffentlichungen der Zoologischen Staatssammlung München 1: 97-128. Festschrift zum 80. Geburtstag von Lorenz Müller.
- 1953; 1955. Mitarbeit am: Kosmos-Lexikon der Naturwissenschaften mit besonderer Berücksichtigung der Biologie. Bd. 1 A-K; Bd. 2: L-Z. Franckh`sche Verlagshandlung Stuttgart.
- 1955. Am größten Hochlandsee der Erde. In: Kosmos 10: 471-474. Stuttgart.
- 19531; 19592; 19633; 19744; 19755. Unsere Süßwasserfische. Kosmos-Naturführer. Franckh-Verlag, Stuttgart. Mit 54 Abb. von Claus Caspari.
- 1957; 1959. Die Fische unserer Hochgebirgsseen.
- 1959. Mollienisia sphenops petersi nov. Subsp. Eine neue Poeciliiden-Unterartaus Nordwest-Honduras. In: Opuscula Zoologica, München, 31: 1-6.
- 1959. Loricariichth melinys nov.spec. In: Arkiv för Zoologi 12(26): 387-389.

## Referenzen
- Gruber, Ulrich. 1992. Die Sektion Fische der Zoologischen Staatssammlung München. In: Spixiana Supplement 17: 124-125.
- Huber, Walter. 1998. Münchner Naturforscher in Südamerika. Berichte der Freunde der ZSM (1). München. Verlag Rudolf Rother.
- Neumann, Dick 2011. „Type Catalogue of the Ichthyological Collection of the Zoologische Staatssammlung München. Part II: Fish types inventoried after 25 April 1944“ Spixiana. 34 (2): 231–286.
- Sá, Malai Romero; da Silva, André Felipe Cȃndido 2016. „German Scientific Expeditions to Brazil“. In Fernando Clara; Cláudia Ninhos; Sasha Grishin (eds.). Nazi Germany and Southern Europe, 1933-45: Science, Culture and Politics. New York.
- „History Section Ichthyology“. Zoologische Staatssammlung München. Retrieved 19 August 2018.
- Scharpf, Christopher; Lazara, Kenneth J. 2018. „Order GOBIIFORMES: Family GOBIIDAE (r-z)“. The ETYFish Project Fish Name Etymology Database.
- Sá, Malai Romero; da Silva, André Felipe Cȃndido 2016. Citizens of the Third Reich in the Tropics: German Scientific Expeditions to Brazil under the Vargas Regime, 1933–40. In: Clara, F., Ninhos, C. (eds.) Nazi Germany and Southern Europe, 1933–45. Palgrave Macmillan, New York.
- Steinberger, Wilhelm Lambert. 19493. Köpfe in Altbayern: Hiesige u. Zugereiste, die man kennen soll. München. Bergverlag Rother. 113 S.
- Trewavas, Ethelwynn 1960. Otto Schindler. In: Nature 186: 434.